# میرتس
میرِتْسْ (به عبری: מֶרֶצ) - به معنی «نیرو» - یک حزب سیاسی سوسیال دموکراتیک اسرائیلی است که به عنوان چپ‌گراترین حزب یهودی-عربی اسرائیل شناخته می‌شود. میرتس یک حزب سکولار است که بیش‌تر بر عدالت اجتماعی و برابری تأکید دارد و همواره طرفدار حل دیپلماتیک مناقشه اسرائیل و فلسطین و تأسیس کشور مستقل فلسطینی (مبتنی بر نظریه چاره دوکشوری) بوده‌است. میرتس تنها حزب صهیونیست اسرائیلی بود که در سال ۲۰۱۴ با عملیات نظامی در غزه مخالفت کرد. اعضای میرتس در دولت ائتلافی اسحاق رابین رهبر وقت حزب کارگر اسرائیل، حضور داشتند و به او در امضای پیمان‌های اسلو با فلسطینیان کمک کردند. رعایت حقوق بشر، رعایت حقوق اقلیت‌های دینی و اتنیکی و جنسی (هم‌جنس‌گرایان و تراجنسی‌ها)، آزادی‌های مذهبی و آزادی از مذهب و حق ارتداد از دین، و حفظ محیط زیست از دیگر مسائل مورد توجه این حزب است.
میرتس در سال ۱۹۹۲ به عنوان ائتلافی از سه حزب ماپام، راتص و شینویی تشکیل شد و ۱۲ کرسی کنست (۱۰ درصد) را بین سال‌های ۱۹۹۲ تا ۱۹۹۶ در اختیار داشت. میرتس در سال ۱۹۹۷ به صورت یک حزب واحد درآمد. آن‌ها در دوره‌های بعدی نیز همواره در مجلس اسرائیل حاضر بودند و بین ۳ تا ۱۰ کرسی را در اختیار داشتند. میرتس در انتخابات پارلمانی ۲۰۱۵ اسرائیل موفق به کسب ۵ کرسی کنست شد.